# Skihist Park
Skihist Park är en park i Kanada.   Den ligger i provinsen British Columbia, i den södra delen av landet, 3 400 km väster om huvudstaden Ottawa. Skihist Park ligger 280 meter över havet.
Terrängen runt Skihist Park är huvudsakligen bergig. Skihist Park ligger nere i en dal. Trakten runt Skihist Park är nära nog obefolkad, med mindre än två invånare per kvadratkilometer.. Närmaste större samhälle är Lytton, 6,0 km väster om Skihist Park.
I omgivningarna runt Skihist Park växer i huvudsak barrskog.